# 白鳥圭輔
白鳥 圭輔（しらとり けいすけ）は、宝島社から刊行されている海堂尊の小説のシリーズ『田口・白鳥シリーズ』の主人公。

## 登場作品
- 田口・白鳥シリーズ
  - チーム・バチスタの栄光（2006年2月）
  - ナイチンゲールの沈黙（2006年10月）
  - ジェネラル・ルージュの凱旋（2007年4月）
  - イノセント・ゲリラの祝祭（2008年11月）
  - アリアドネの弾丸（2010年9月）
  - ケルベロスの肖像（2012年7月）
  - カレイドスコープの箱庭（2014年3月）
- 田口・白鳥シリーズ コロナ三部作
  - コロナ黙示録（2020年7月）
  - コロナ狂騒録（2021年9月）
  - コロナ漂流録（2023年4月）
- 田口・白鳥シリーズ スピンオフ
  - 玉村警部補の災難（2012年2月）
  - 氷獄（2019年7月）
- 海堂シリーズ現代篇
  - ナニワ・モンスター（2011年4月）
- その他
  - 螺鈿迷宮（2007年11月）
  - 輝天炎上（2013年1月）

## 人物
厚生労働省大臣官房秘書課付技官という窓際部署にいながら、医療過誤死関連中立的第三者機関設置推進準備室室長という肩書きを持つ役人。部下は首席で厚生労働省へ入省した姫宮香織、経理担当の砂井戸の二人。
見た目はアルマーニの服に始まるブランド物を上手に着こなせていない小太りの中年男性。田口やその他の人物からは「ゴキブリ」を連想させられている。論理を純粋に追求できる資質の持ち主で、そのことから「ロジカルモンスター」の異名を持ち、白鳥が通った後はぺんぺん草も残らないことに由来し「火喰い鳥」とも呼ばれている。なお、桜宮巖雄は白鳥を「ひかりのこ」と、宇佐見壮一は「ひな鳥」と呼んだ。
口達者で厚かましいことから総じて田口や藤原を含む知人や関係者から疎まれていて、主導権を握るためには敢えて場の空気を無視したり、突飛な発言で機先を制し、高圧的な相手を黙らせるためにハッタリをかけるなど話術に長けている。役人という職業柄、嘘はつかないが都合の悪いことは伏せておくという手法をよく用いる。また、（アクティブ・フェーズの一環も含め）相手の感情を逆撫でする言動や態度を子供相手でも容赦せずにとるため、その結果、激高した相手に殴られることもしばしばあるが反省はしない。相手が理解力に欠けていたり物覚えが悪い場合、貧乏揺すりが始まり急激に口が悪くなるという癖を持つ。
しかし難病を抱えた子供に対しては優しさをみせるなど、普段の傍若無人な行動からは想像が難しいほど思慮深く配慮のある行動もみせる。田口に固執する理由にしても単にアクティヴ・フェーズにおける弟子という関係や、人が良く利用しやすいという打算だけでなく、協力者で信頼に値する相棒と考えている節があり、決して自分の目的の為に一方的に利用しているわけではない。部下の姫宮を酷使しているようだが、実際には彼女の欠点を冷静に分析する一方で長所を高く評価し、機会を与えて成長を促しているともとれる。表面的には道化を演ずる偽悪的な人物ではあるが、組織の論理や大人の都合に流されない確固たる信念を持つ情熱的な男である。対する田口が表面的には善人で心優しいお人好しでありながら、その実どこか冷ややかに状況の推移や相手を分析する理知的な男であり、好対照となっている。この2人に共通するのは、保身や野心にかまけて実情や未来をないがしろにする行為を憎むことにある。
所帯持ちで妻と2人の娘がいる。娘が飽きたたまごっちを所持しているが、赤の他人に呼ばれるのがまるで犬みたいだということで携帯電話を所持していない（彦根の分析では単なる携帯アレルギーとのこと）。『アリアドネの弾丸』で、娘にたまごっちをネットオークションで売られてしまい、寂しさを紛らわすかのように新たにICレコーダーを持ち始めている。味覚のセンスも高くスカイレストラン・満天の隠れた人気メニューのうどんを好んでいる。
大臣官房秘書課付技官就任以前はサービス残業を断ったのを理由に爪弾きにされ、喫煙コーナーや厚労省最上階のレストラン『スターリー・ナイト（星・空・夜）』を転々としていた。大臣官房秘書課付技官就任後は仕事が無かったため、時間潰しをした後、法医学教室や監察医務院に出入りしていた。その経験から、解剖や検視に関する知識を身につけ、それに関する免許を所持している。とりわけ厚労省が費用拠出をしていないオートプシー・イメージング（Ai）推進派でもある。
帝華大学医学部出身で医師免許も持っているが、田口同様に血が苦手なため役人の道を進んでいる。後述の経緯で皮膚科の医師として活動してきたときは、皮膚科の参考書を患者に見せながら診察し、患者にその参考書から自分の病気を選ばせるという突飛な診断法を行っていた。
事件の調査手法は、心理学を応用した“説得”に対応する話術である「アクティブ・フェーズ（積極的聞き取り調査）」。アクティヴ・フェーズの手法として相手に対して核心を突いて、相手が怒るかどうかのギリギリのラインで相手の本質を引き出し情報を収集する。
警察庁の電子猟犬（デジタル・ハウンドドッグ）・加納達也とは大学からの腐れ縁で天敵。また、加納と内閣府主任研究官の高嶺宗光と文部科学省の小原と共に確率研究会という麻雀のサークルに所属していた。

## 軌跡
『チーム・バチスタの栄光』で術中死が相次ぐ「チーム・バチスタ」の調査をするために東城大学医学部付属病院に現れ、田口に代わる調査役を担当し「バチスタ・スキャンダル」を解決に導く。その9ヶ月後、碧翠院桜宮病院での不穏な動きを察した高階の依頼で東城大学医学部付属病院にやってきて、小児科患者の父親が殺された事件の調査に協力し、一方で同時進行のでは出番が少なかったもののエシックス・コミティでAi研究を反対され続けていた島津吾郎のために助力したり、リスクマネジメント委員会の会議で収賄疑惑が問題となっている速水晃一の援護を行った（『ナイチンゲールの沈黙』『ジェネラル・ルージュの凱旋』）。
『螺鈿迷宮』では東城大学医学部付属病院を潰そうと戦いを仕掛けた碧翠院桜宮病院を叩き潰すため、碧翠院桜宮病院へ姫宮を看護師として先行して潜入させた後、皮膚科の非常勤医師としてスパイ活動を行う。そこで桜宮病院の謎を突き止めるも、院長の桜宮巖雄には歯が立たなかった。桜宮病院焼失後はこの出来事を戒めにAiセンター設立の計画を進めようとする。
『イノセント・ゲリラの祝祭』では自身が主催していた医療事故を中立的に調査する組織のモデル事業の会議が「医療事故調査委員会」に発展したため、その舵を取られてしまうが、Ai導入のために田口をその委員に任命したり、彦根を動かすようにするために暗躍した。
『アリアドネの弾丸』では田口から東城大Aiセンター運営会議のオブザーバーとしての出席を要請され、会議場で司法関係者との論戦を繰り広げる。その後、病院内で起きた不審死事件及び拳銃射殺事件に遭遇し、田口や島津、彦根とともに事件解決に尽力、その合間にもAiセンター設立のために碧翠院桜宮病院で行われていたAi症例のデータの構築に力を注いだ。

## メディア別の人物像・演じた俳優

### 映画 （TBS・東宝）
- 「チーム・バチスタの栄光」[1]
- 「ジェネラル・ルージュの凱旋」[2]

演：阿部寛
チーム・バチスタの調査に来たことで田口と出会う。「私は厚労省の人間だ」とわざわざ名乗ることで話のリードを取る傾向が強い。気になったことは何でも調べなければ気が済まない性格。
仕事に情熱をかけているような台詞は無いものの、1作目終盤にて調査対象の面々に対して「お陰で法整備が進むだろうことに感謝する」と嫌味のような言葉を投げかけている。
原作と違い見た目は良いはずだが女性人気があるような描写は無い。うどんだけでなく蕎麦も好む。ジャージ姿を見せることも多い。老眼になりかかっているらしく、2作目で老眼鏡を買っていた。事務長の三船はかつて厚労省にいた人間だったため互いに顔見知り。

### テレビドラマ・映画（関西テレビ・東宝）
- 「チーム・バチスタの栄光」
- 「チーム・バチスタ第2弾 ナイチンゲールの沈黙」
- 「チーム・バチスタ2 ジェネラル・ルージュの凱旋」
- 「チーム・バチスタ3 アリアドネの弾丸」
- 「チーム・バチスタ4 螺鈿迷宮」
- 「チーム・バチスタFINAL ケルベロスの肖像」

演：仲村トオル
チーム・バチスタの調査に来たことで田口と出会う。非常に攻撃的な性格で、何においてもまず相手を疑う。相手の神経を逆撫でして怒らせる言動や態度は、調査のために敢えてやっていると言っているが、かなりの捻くれ者なため実際は素に近い。後述の過去経験により医者への猜疑心は元々強い。
長い肩書きを持っているが、末尾に付随する部署名が作品ごとに変わるため、総文字数はそれぞれで異なる。帝華大学医学部を首席で卒業したほどの頭脳の持ち主で、語学から雑学まで幅広い知識を持つ。普段は冷静沈着だが、悪徳な医者や犯罪者に対しては瞬間的に激昂する場面も何度かある。役人の道を選んだ理由は、血が苦手だからではなく（むしろ全く平気である）、研修医時代の現場経験を通し、役人の立場から医療を変えるため。妻子はおらず、医療過誤によって婚約者と死別した過去を持つ。このことから、医療事故調査委員会設置と死因究明制度の充実に大きな情熱をかけている。
原作よりも更に極端な性格になっているが、正反対の性格づけをされている田口と互いに欠けた部分を補い合う、二人三脚の側面が強い。調査対象を怒らせた時は田口のフォローが必要不可欠となる。また、時に田口の弱さを厳しく指摘して育て、一方で自分の心は田口に支えられているなど、精神面でも助け合っている。
速水晃一とは大学時代の同期という設定になっている。その他、大学時代の恩師、厚労省での上司、大学時代の後輩の刑事、かつて家庭教師をしてあげていた刑事などの関係者も登場している。見た目が良いので調査対象以外の女性からは人気があるものの、調査対象の女性からは各作品で必ず一回はビンタをくらわされる。無類の肉好きで何かにつけて肉を食べているが、これには自分を鼓舞するという意味合いもある。常に着ているスリーピーススーツは「戦闘服」。